# Vojkovice, Brno-venkov
Vojkovice là một làng thuộc huyện Brno-venkov, vùng Jihomoravský, Cộng hòa Séc.